# Gulfstream G700
Gulfstream G700 — сверхдальний двухмоторный самолет бизнес-класса, выпускающийся корпорацией Gulfstream Aerospace, расположенной в городе Саванна, штат Джорджия, США

## Общие сведения
Макет салона самолёта G700 впервые был продемонстрирован на выставке в октябре 2019 в Лас-Вегасе. Самолет разрабатывался как более просторная версия флагмана Gulfstream G650ER. 
Самолет вмещает максимально 19 пассажиров. Оснащен двигателями Rolls-Royce Pearl 700 и новыми винглетами крыла. Максимальная дальность полета при скорости 0,85M — 13890 км.
Изготовлено 5 летных прототипов G700 и 1 образец, который служит для нагрузочных испытаний. Поставки  Gulfstream  G700 намечено на 2022 год. Первым заказчиком стала авиакомпания Qatar Airways, которая планирует приобрести 10 самолетов.

## Технические характеристики
- Максимальная дальность полета: 13890 км
- Крейсерская скорость: 904 км/ч
- Максимальная высота полета: 15545 м.
- Длина самолета: 33.48 м
- Высота самолета: 7.75 м
- Размах крыла: 31.39 м
- Максимальная взлетная масса: 48807 кг
- Максимальное количество пассажиров: 19
- Оптимальное количество пассажиров: 14
- Длина салона: 17.35 м
- Ширина салона: 2.49 м
- Высота салона: 1.91 м
- Объем салона: 73.7 куб.м
- Объем багажника: 5.52 куб.м[3]